# Leszek Moszyński
Leszek Moszyński, poljski slavist, predavatelj in akademik, * 19. februar 1928, Lublin, † 16. april 2006.
Moszyński je deloval kot redni profesor za slovansko jezikoslovje Univerze v Gdansku in bil dopisni član Slovenske akademije znanosti in umetnosti (od 7. junija 2001).